# Paul Glotin (1933-2011)
Pour les articles homonymes, voir Glotin.
Paul Glotin est une personnalité du monde viticole né à Bordeaux le 6 mai 1933 et mort dans la même ville le 9 août 2011.

## Biographie
Paul Glotin est le fils d'Yves Glotin, président-directeur général de Marie Brizard, et d'Henriette Labat (petite-fille de Théophile Labat). Petit-fils de Paul Glotin, il épouse Martine Légasse, petite-nièce de Mgr Christophe-Louis Légasse et cousine de Périco Légasse. Il suit ses études au lycée Saint-Joseph de Tivoli à Bordeaux, au lycée Condorcet et au lycée Saint-Louis à Paris, et sort diplômé de l'École nationale supérieure d'électronique et d'hydraulique de Toulouse et de l'Institut d'administration des entreprises (IAE) de Bordeaux.
Rentré dans l'entreprise familiale Marie Brizard en 1962 comme ingénieur chef de fabrication, il en devient successivement directeur général adjoint en 1970, administrateur-directeur général en 1974, directeur général du directoire en 1976, puis président-directeur général en 1987 (le conseil de surveillance était présidé par son frère Philippe Glotin). Il mena l'entrée de la société à la bourse de Paris.
Propriétaire du Château Goudichaud à Saint-Germain-du-Puch, il devient maire de la commune en 1983.
Président-fondateur du Groupement des producteurs des Graves de Vayres en 1966, il devient président du Syndicat viticole des Graves de Vayres en 1969, président de la Fédération des grands vins de Bordeaux de 1975 à 1982, administrateur de l'Institut national des appellations d'origine en 1976, président du Conseil Interprofessionnel du Vin de Bordeaux en 1971, président de la Fédération des Syndicats du commerce en gros des vins et spiritueux de Bordeaux et de la Gironde, vice-président en 1986, puis président de la Chambre de commerce et d'industrie de Bordeaux de 1992 à 1994.
En 1994, Glotin rassembla autour de lui les chefs d'entreprises et notables bordelais soutenant la candidature d'Alain Juppé à la mairie de Bordeaux,. Impliqué dans la vie économique et politique locale, il lança également l'« Association du Grand Bordeaux ».
Glotin fut également conseiller du commerce extérieur de la France, membre de l'Union des ingénieurs d'Aquitaine, président de la Caisse régionale du Crédit agricole du Libournais de 1994 à 1996, de l'Apave Sud en 1994 et de l'Assemblée générale constitutive de l'Observatoire de l'immobilier de Bordeaux (OIE) en 1991.

### Sources
- « Marie Brizard marque un point contre son ex-PDG, Paul Glotin », Les Echos, 2 mars 1999
- « Paul Glotin, industriel et gourmet ... », Le Figaro Magazine, 1991
- Michèle Delaunay, « Décès de Paul Glotin : une grande figure de Bordeaux », 2011